# Giuseppe Bulgarini
Giuseppe Bulgarini (... – XVII secolo) è stato uno scultore italiano attivo in Lombardia fra il 1608 e il 1621.
Non ci sono notizie biografiche, ma fu un artista dell'intaglio del legno. Il suo capolavoro è la cassa dell'organo di Tirano, tutto in legno naturale, che riprende il modello dei grandi organi lombardi del duomo di Milano e di quelli di Brescia e Salò.
È presente anche in Val Camonica con la grande ancona della parrocchiale di San Remigio di Vione, ricca di ori e di statue.